# 约翰·金塞拉
约翰·金塞拉（英語：John Kinsella，1952年8月26日—），美国男子游泳运动员。他曾代表美国参加1968年和1972年夏季奥林匹克运动会游泳比赛，获得一枚金牌和一枚银牌。